# Panjdari

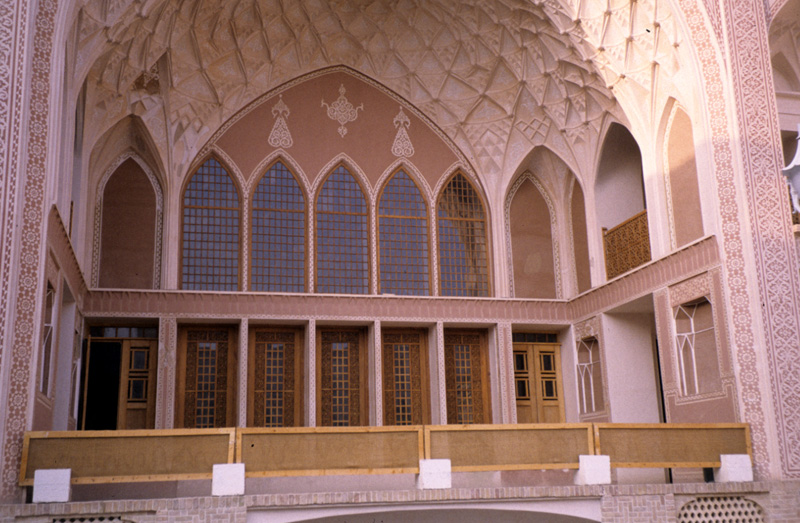
Un panj-dari au-dessus du balcon principal de la à Kachan.

Le panj-dari (persan : پنج‌دری) est un élément de l'architecture résidentielle persane traditionnelle.
Le mot vient de panj (« cinq ») et dar (« fenêtre » ou « porte »), signifiant alors « pièce à cinq fenêtres ».
Par définition, un panjdari est une large pièce souvent flanquée du talar principal de la maison et souvent connectée à un large balcon, où les cinq fenêtres contiguës donnent une vue sur la cour principale de la maison.
En termes modernes, cette pièce serait l'équivalent du « salon » de la maison. Cependant, les maisons traditionnelles persanes étaient très grandes et avaient de nombreuses pièces. Le panj-dari était alors une pièce de passage pour les habitants de la maison.